# Grand Prix de Tennis de Lyon 1987
Il Grand Prix de Tennis de Lyon 1987 è stato un torneo di tennis giocato sul sintetico indoor. Si è giocato al Palais des Sports de Gerland di Lione in Francia. È stata la 1ª edizione del torneo, che fa parte del Nabisco Grand Prix 1987. Il torneo si è giocato dal 2 al 9 febbraio 1987.

## Campioni

### Singolare maschile
Yannick Noah ha battuto in finale  Joakim Nyström con il punteggio di 7–6, 4–6, 7–6

### Doppio maschile
Guy Forget /  Yannick Noah hanno battuto in finale  Kelly Jones /  David Pate con il punteggio di 4–6, 6–3, 6–4